# Hostovnice
Hostovnice (německy Hostownitz) jsou vesnice, část města Krásná Hora nad Vltavou v okrese Příbram ve Středočeském kraji. V roce 2011 zde trvale žilo čtrnáct obyvatel.

## Historie
První písemná zmínka o vesnici pochází z roku 1463.

## Obyvatelstvo
| Rok            | 1869 | 1880 | 1890 | 1900 | 1910 | 1921 | 1930 | 1950 | 1961 | 1970 | 1980 | 1991 | 2001 | 2011 | 2021 |
| -------------- | ---- | ---- | ---- | ---- | ---- | ---- | ---- | ---- | ---- | ---- | ---- | ---- | ---- | ---- | ---- |
| Počet obyvatel | 98   | 100  | 119  | 103  | 104  | 105  | 83   | 63   | 56   | 41   | 26   | 18   | 18   | 14   | 16   |
| Počet domů     | 17   | 17   | 19   | 19   | 20   | 19   | 19   | 17   | 17   | 13   | 13   | 14   | 16   | 17   | 17   |

## Obecní správa
Při sčítání lidu v letech 1850–1960 Hostovnice byly osadou obce Vletice, se kterým patřily nejprve do okresu Sedlčany, ale od roku 1960 v okrese Příbram. Od 1. července 1960 jsou částí města Krásná Hora nad Vltavou v okrese Příbram.

## Pamětihodnosti
V okrajové části Hostovnice stojí trosky historické cihelny. Nezachovala se stavba ani vnitřní vybavení. V současné době zarůstají ruiny divokou vegetací.
Jihozápadně od vesnice leží výrobní závod na plastová okna.

## Kultura
V Hostovnici se už od roku 1993 konají nepravidelné letní vernisáže pražského fotografa Zdeňka Rerycha.

## Galerie

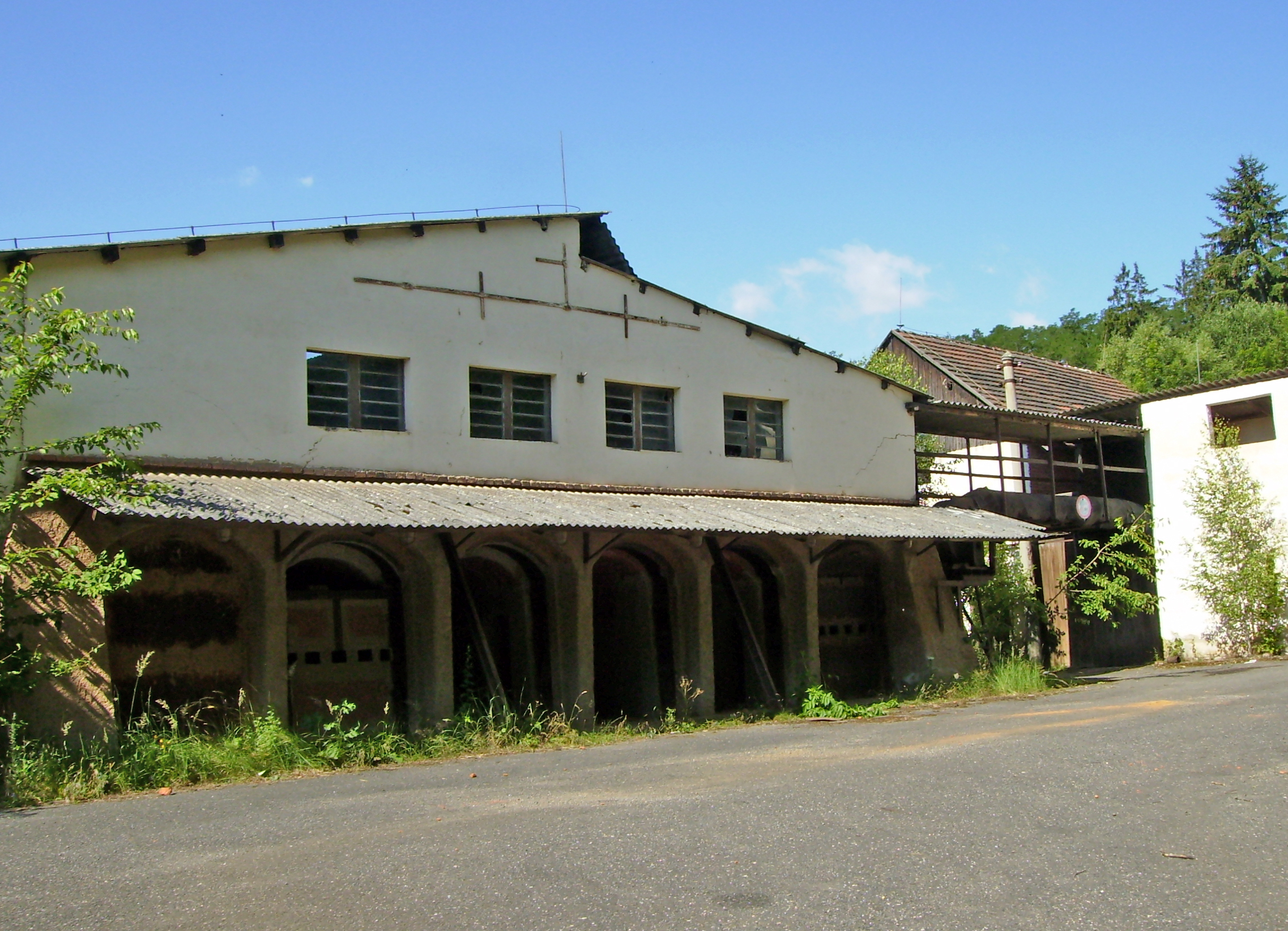
Cihelna
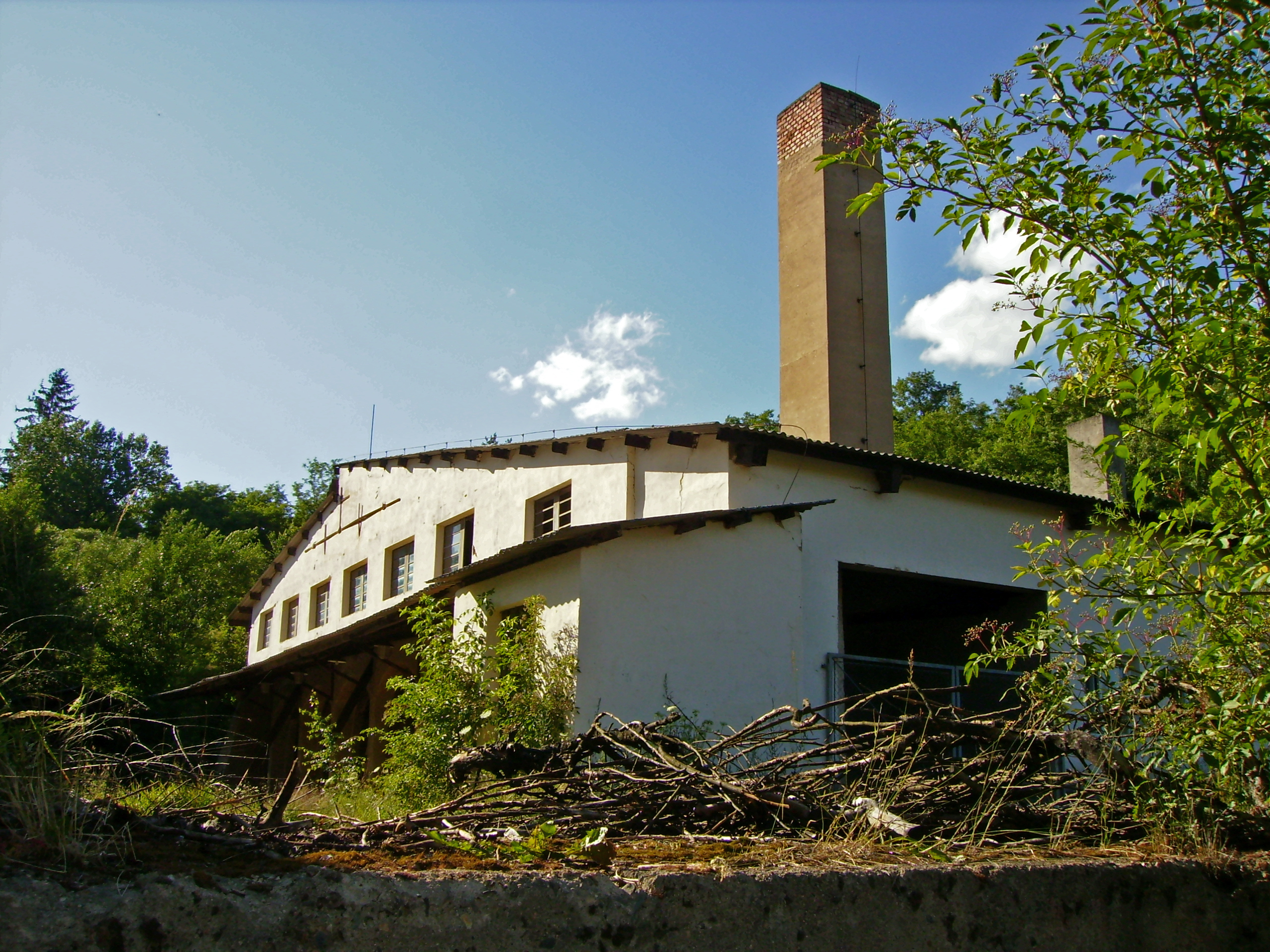
Cihelna